# Севилья, Оскар
Оскар Мигель Севилья Рибера (исп. Óscar Miguel Sevilla Ribera, род. 29 сентября 1976 года) — испанский профессиональный шоссейный велогонщик. Севилья несколько раз входил в десятку сильнейших в генеральной классификации Тур де Франс и Вуэльта Испании.

## Основные достижения
1999
победитель 4 этапа на Туре Романдии
2000
Trofeo Luis Ocana
Memorial Manuel Galera
2001
Победитель в классификации лучший молодой гонщик и 7 место в генеральной классификации на Тур де Франс 2001
2 место в генеральной классификации на Вуэльта Испании
2002
4 место в генеральной классификации на Вуэльта Испании
2003
12 место в генеральной классификации на Вуэльта Испании
2004
3 место в генеральной классификации на Критериум ду Дофине Либере
24 место в генеральной классификации на Тур де Франс
2005
18 место в генеральной классификации на Tour de France
7 место в генеральной классификации на Вуэльта Испании
2006
1 место в генеральной классификации на победитель 1 этапа на Vuelta Asturias
2007
1 место в генеральной классификации на и победитель 1 этапа на Route du Sud
2008
победитель 9 этапа Vuelta a Colombia
победитель Reading Classic
место в генеральной классификации на Clásico RCN
2009
победитель 2 этапаVuelta Asturias
второе место на первом этапе Tour of Utah
1 место в генеральной классификации на Cascade Cycling Classic
2010
1 место в генеральной классификации на 2010 Vuelta Mexico Telmex
1 место в генеральной классификации на Vuelta Antioquia
2 место в генеральной классификации на Vuelta a Colombia
победитель первого этапа в командной гонке с раздельным стартом
победитель 14 этапа — гонки с раздельным стартом
2011
победитель 8 этапа Vuelta a Colombia
победитель 9 этапа Vuelta a Colombia